# Agus (Fluss)
Der Agus (eng.: Agus River) ist ein Fluss, der Teile der Provinzen Lanao del Norte und Lanao del Sur auf der philippinischen Insel Mindanao durchfließt. Seine Quelle ist der Auslauf des Lanao-Sees, seine Mündung in die Mindanaosee befindet sich im Gebiet der Stadt Iligan City. Der Agus hat selbst nur eine Länge von 37 Kilometer, aber ein Wassereinzugsgebiet von 1645 km², zu dem unter anderem die Großstadt Marawi, der komplette Lanao-See und die östlichen Teile der Provinz Lanao del Sur bis hin zu den westlichen Ausläufern des Kalatungan-Gebirges und im Süden bis zum Höhenzug, den die Vulkane Makaturing, Latukan und Ragang markieren, gezählt werden.  
Der Agus hat eine durchschnittliche jährliche Abflussmenge von 1.910 Millionen Kubikmetern. An seinem Flusslauf liegen die María-Cristina-Wasserfälle, an denen das Wasserkraftwerk Agus VI errichtet wurde. Er bildet 7 km, bevor er in die Bucht von Iligan mündet, einen Seitenarm aus, der als Linamon River bezeichnet wird. An seinem Ausfluss am Lanao-See wird das Wasserkraftwerk Agus IV betrieben. Weitere Kraftwerke sind Agus II, V und VII, die zusammen mehr als 418 Megawatt elektrischen Strom erzeugen. Der Fluss bildet somit die wichtigste Quelle für die Erzeugung von Energie auf der Insel Mindanao.    